# Thesen über Feuerbach
Les Thesen über Feuerbach (en català: Tesis sobre Feuerbach ) són onze breus notes filosòfiques escrites per Karl Marx al 1845. Són un resum d'una crítica de les idees del jove filòsof post-hegelià, Ludwig Andreas Feuerbach. Aquest text, però, és vist sovint amb major amplitud, perquè critica el materialisme contemplatiu dels joves hegelians en totes les formes d'idealisme filosòfic.
Les Tesis serviren d'esbós per al primer capítol del llibre La ideologia alemanya. Aquestes vindrien a subratllar la funció que la praxi, l'acció, havia de tenir segons la concepció marxista del món. Amb això, Marx pretenia realitzar la ruptura amb Hegel que els idealistes —entre ells Feuerbach— no havien assolit. Aquests idealistes farien, segons la crítica de Marx, una filosofia important, tot i que massa abstracta.
Així com l'assaig per al qual van ser escrites, les tesis mai no es van publicar en vida de Marx. S'imprimiren per primera vegada el 1888 com a apèndix d'un fullet del seu col·laborador Friedrich Engels.

El document és més ben recordat per la seua epigramàtica onzena i darrera tesi, gravada a la tomba de Marx:
"Els filòsofs només han interpretat de diverses maneres el món, però del que es tracta és de transformar-lo."  

## Antecedents
Al febrer del 1845, Karl Marx fou deportat de l'estat francés pel ministre d'Afers Exteriors, François Guizot. Marx trobà refugi a Brussel·les, on se li uní durant uns mesos el seu compatriota polític Friedrich Engels a partir d'abril d'aquest mateix any. Fou a Brussel·les on Marx començà a donar forma al concepte de materialisme històric: la idea que els canvis fonamentals subjacents en la història política eren una lluita econòmica corresponent entre les classes governants i les oprimides que era a l'arrel d'aquestes transformacions estructurals.
Marx començà a treballar en un llibre que detallava la seua nova filosofia de la història, titulat La ideologia alemanya. En relació amb aquest projecte, Marx escriu un concís conjunt d'11 punts d'observacions i epigrames sobre les idees de Ludwig Feuerbach, que era un jove hegelià a qui Marx considerava l'exponent més modern del materialisme, tot i que Marx creia que Feuerbach no havia tret conclusions polítiques plenament satisfactòries de les seues idees filosòfiques. Aquestes "tesis", les escrigué com un esbós per al primer capítol de La ideologia alemanya, i la majoria se n'han desenvolupat amb més detall en aquest treball.

## Publicació
Les tesis semblen destinades a formar part d'una nota com a principis que Marx volia escriure en vida, com un recordatori per a ell mateix; el text podria haver estat penjat en el seu escriptori.
Marx no publicà les Tesis sobre Feuerbach en vida; foren editades per Friedrich Engels  el 1888 en la seua obra Ludwig Feuerbach i la fi de la filosofia clàssica alemanya. El text original no es publicà fins al 1924 en traducció de l'alemany al rus per l'Institut Marx-Engels de Moscou.
Tot i els seus esforços per trobar un editor, La ideologia alemanya no es publicà pas en vida de Marx ni de Engels. Aquesta obra polèmica no fou pas publicada íntegrament el 1932 per l'Institut Marx-Engels-Lenin del Comité Central del Partit Comunista de la Unió Soviètica.

## Significat de lesTesis
L'estudi relaciona la crítica cap a l'idealisme -l'alemany en especial- i el materialisme metafísic (idealista d'acord amb Marx) amb una aplicació pràctica i política (en relació amb l'afirmació de Marx en aquest mateix assaig que "l'arma de la crítica no pot substituir la crítica de les armes" (Karl Marx, Crítica de la filosofia del dret d'Hegel).
Marx hi critica durament el materialisme contemplatiu dels joves hegelians, considerant "l'essència humana" de manera aïllada i abstracta, argumentant en canvi que la naturalesa humana només podia entendre's en el context de les seues relacions econòmiques i socials. Marx sosté que comprendre els orígens de les creences religioses no era prou per a avançar cap a la seua eliminació; en lloc d'això, declara que fou l'estructura social i econòmica subjacent la que donà origen a les creences religioses i fou una transformació d'aquesta una condició prèvia necessària per a l'eliminació de la religió.
Les "tesis" identifiquen l'activitat pràctica ("acció política" en la seua interpretació social) com l'única veritat filosòfica i acaben amb la famosa tesi 11: "Els filòsofs no han fet més que interpretar de diferents maneres el món; del que es tracta, però, és de transformar-lo" (en l'original alemany: "Die Philosophen haben die Welt nur verschieden interpretiert; és kömmt drauf an, sie zu verändern").
| Núm. de la Tesi                    | Idees de Feuerbach                                        | Posició de Marx                                                                      |
| ---------------------------------- | --------------------------------------------------------- | ------------------------------------------------------------------------------------ |
| 1 - 5                              | Exclusiva atenció a la teoria                             | Atenció prioritària a la pràctica                                                    |
| 2                                  | Veritat com a qüestió teòrica                             | La qüestió de la veritat es resol en la pràctica                                     |
| 3                                  | Educació com a instrument de transformació de la realitat | L'educació és un instrument del poder. Paper de la pràctica revolucionària           |
| 4 - 7                              | Crítica de l'alienació religiosa                          | Analitza la religió com un efecte social. Per a eliminar-la, cal canviar la societat |
| 6                                  | L'ésser humà té una essència abstracta                    | L'essència humana és concreta, històrica i social                                    |
| 8 - 9 - 10                         | No s'hi tenen en compte la història ni la societat        | La pràctica no pot ometre la història ni la societat                                 |
| 11                                 | La filosofia ha d'interpretar la realitat                 | La tasca de la filosofia és transformar el món                                       |
| Aragüés Estragués 2016, pàg. 46-48 |                                                           |                                                                                      |

## Interpretació d'Engels

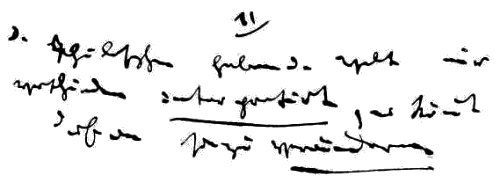
Manuscrit de Marx de la tesi onzena

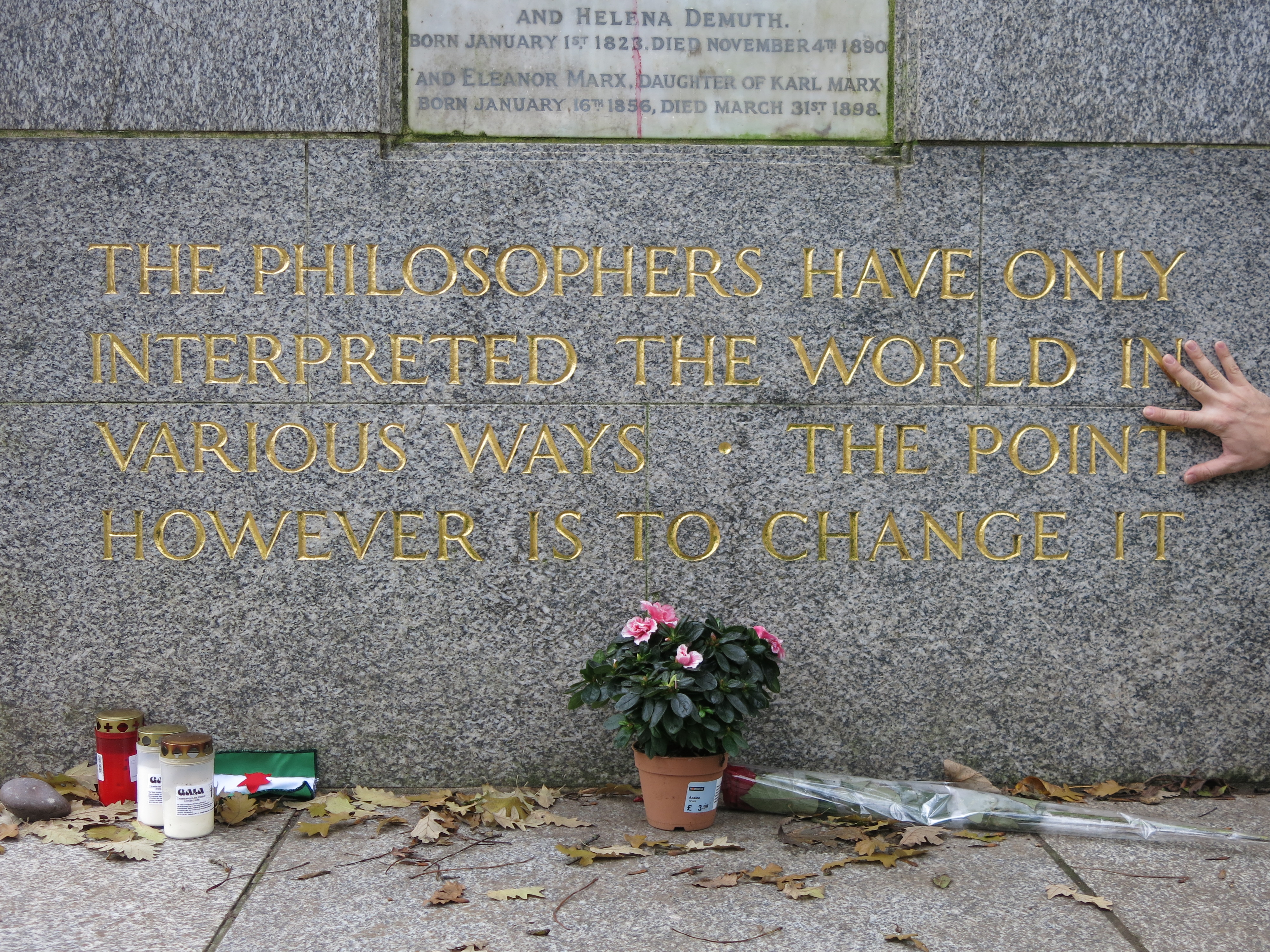
Epitafi de la Tomba de Karl Marx amb l'onzena tesi gravada en la làpida al Cementeri de Highgate

Friedrich Engels edità aquesta obra de Marx, i el reescrigué per a adaptar-lo a les urgències polítiques del moment, però també n'aclarí i en concretà la significació. En la frase literal de Marx, la tesi 11 diu: "Els filòsofs no han fet més que interpretar de diferents maneres el món, però del que es tracta és de transformar-lo." En la interpretació d'Engels, la més difosa, es llig: 
"Els filòsofs, fins al moment, no han fet més que interpretar de diferents maneres el món, ara del que es tracta és de transformar-lo."
Serguei Prokófiev utilitzà el text de l'11a tesi en la Cantata per al vinté Aniversari de la Revolució d'Octubre, Op. 74.
L'11a tesi està inscrita a l'entrada de la Universitat Humboldt en Unter den Limitin, de Berlín. El Partit Socialista Unificat d'Alemanya ho va ordenar el 1953 com a part de la reconstrucció després de la Segona Guerra Mundial.

L'onzena tesi és també en l'epitafi de la Tomba de Karl Marx, gravada a la làpida del Cementeri de Highgate de Londres, juntament amb la línia final del Manifest comunista:
"Proletaris de tots els països, uniu-vos!"